# عيسى بن طلحة بن عبيد الله
أبو محمد عيسى بن طلحة بن عبيد الله (المتوفي سنة 100 هـ) تابعي وأحد رواة الحديث النبوي، وأبوه الصحابي طلحة بن عبيد الله أحد العشرة المبشرين بالجنة.

## نسبه وأسرته
ينتمي عيسى بن طلحة بن عبيد الله بن عثمان بن عمرو بن كعب بن سعد إلى بني تيم بن مُرّة القرشيين، وأمه سُعدى بنت عوف بن خارجة بن سنان بن أبي حارثة المري وهو أخو يحيى بن طلحة لأبيه وأمه، وأخو المغيرة بن عبد الرحمن بن الحارث بن هشام لأمه.
توفي عيسى بن طلحة سنة 100 هـ في خلافة عمر بن عبد العزيز، وله من الولد يحيى وأمه عائشة بنت جرير بن عبد الله البجلي، ومحمد وأمه أم حبيب بنت أسماء بن خارجة بن حصن بن حذيفة بن بدر الفزاري، وعيسى وأمه أم عيسى بنت عياض بن نوفل بن عدي بن نوفل بن أسد بن عبد العزى بن قصي.

## روايته للحديث النبوي
- روى عن: أبيه طلحة بن عبيد الله ومعاوية بن أبي سفيان وأبي هريرة وعبد الله بن عمرو بن العاص[4] وحمران بن أبان وعبد الله بن عمر بن الخطاب[2] ومطيع بن الأسود العدوي وابنه عبد الله بن مطيع وعمرو بن مرة الجهني وعمير بن سلمة الضمري[5] ومعاذ بن جبل وعائشة بنت أبي بكر.[6]
- روى عنه: محمد بن إبراهيم بن الحارث التيمي وابن أخيه طلحة بن يحيى بن طلحة وابن شهاب الزهري[4] وابن أخيه إسحاق بن يحيى بن طلحة بن عبيد الله وخالد بن سلمة المخزومي وعبد الله بن عبد الرحمن بن أبي حسين وعبد الله بن مسلم بن جندب ومحمد بن عبد الرحمن مولى آل طلحة ويزيد بن أبي حبيب المصري.[6]
- الجرح والتعديل: وثّقه يحيى بن معين والنسائي والعجلي،[6] كما روى له الجماعة.[3]

## مكانته الدينية
قال الذهبي: «كان من الحلماء الأشراف، والعلماء الثقات»، وقال جمال الدين المزي: «كان من حلماء قريش وعقلائهم»، وقد ذكره ابن سعد في الطبقة الأولى من أهل المدينة، وقال عنه: «كان ثقة، كثير الحديث» كما ذكر محمد بن إسماعيل البخاري في التاريخ الكبير بمثله، وذكره في «التاريخ الصغير» في الطبقة الثانية.